# 27e Legerkorps (Wehrmacht)
Het 27e Legerkorps (Duits: Generalkommando XXVII. Armeekorps) was een Duits legerkorps van de Wehrmacht tijdens de Tweede Wereldoorlog. Het korps kwam in actie in de veldtocht in het westen in 1940, bleef eerst in Frankrijk en werd in september 1941 naar het oostfront gebracht, waar het in de middensector in actie kwam. In juli 1944 werd het korps vernietigd in Operatie Bagration. Heropgericht verdedigde het korps Oost- en West-Pruisen, voor het naar Mecklenburg geëvacueerd werd en zich overgaf aan de Amerikaanse troepen.

## Krijgsgeschiedenis

### Oprichting
Het 27e Legerkorps werd opgericht op 26 augustus 1939 in Wehrkreis VII (München).

### 1939
Vanaf september 1939 werd het korps aan de Duits-Nederlandse grens rond Jülich aan de Nederrijn ingezet, als defensie tegen een mogelijke aanval van de westelijke geallieerden. 

### 1940
In het begin van januari 1940 het korps tijdens de Schemeroorlog bij Jülich de 61e, 225e en 269e Infanteriedivisies toegewezen.

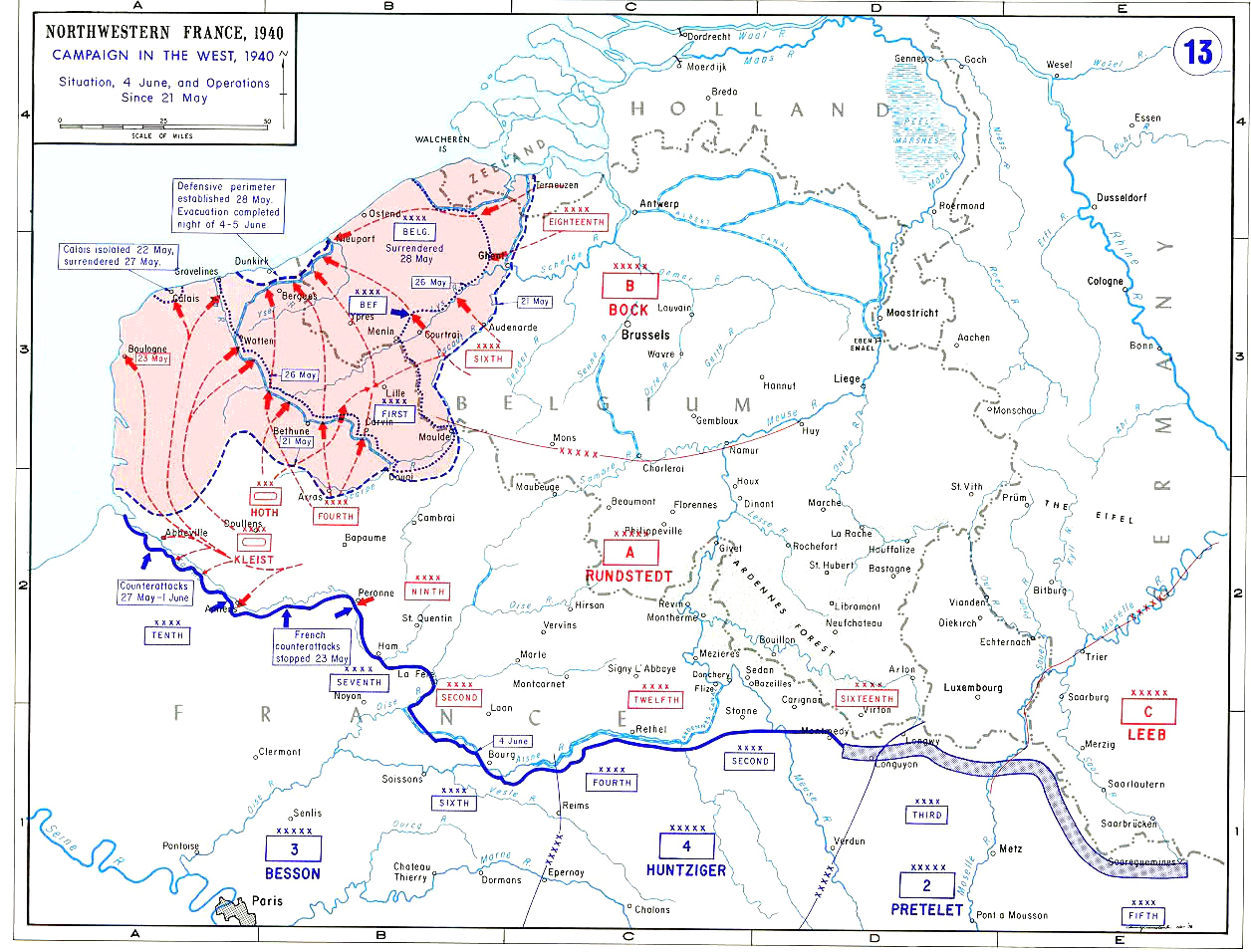
De laatste fase van Fall Gelb 1940

Het korps nam deel aan de westerse campagne in mei 1940 onder bevel van het 6e Leger, waarbij de 253e, 267e en 269e Infanteriedivisies werden toegewezen voor de eerste fase van de aanval. Het korps stak de grens van Zuid- Nederland over en trok dwars door België naar de Franse grens bij Roubaix. Het korps nam eind mei aan de oostgrens van Vlaanderen, tussen Doornik en Valenciennes deel aan de Slag om Duinkerke tegen het Franse 1e leger. Daarvoor beschikte het korps over de 217e , 253e en 269e Infanteriedivisies.
Voor de tweede fase, Fall Rot (vanaf 6 juni 1940), werd het korps overgebracht naar Heeresgruppe C, als onderdeel van het 7e leger rond Freiburg. Voor de aanval op de Maginotlinie waren de 213e, 218e, 221e en 239e Infanteriedivisies toegewezen. De aanval via Colmar naar het gebied van Épinal eindigde met de wapenstilstand. Het commando bleef aanvankelijk in Oost-Frankrijk en diende tot het volgende jaar als bezettingsmacht. In december 1940 stond het onder bevel van het 1e Leger en beschikte over de 15e, 52e, 79e, 198e en 260e Infanteriedivisies.

### 1941
In juni 1941 beschikte het korps, dat zich nog in Oost-Frankrijk bevond, over de 327e, 335e en 337e Infanteriedivisies. Het korps nam geen deel aan de initiële operaties van Operatie Barbarossa en pas begin oktober verhuisde het korps naar het Smolensk-gebied als onderdeel van het 9e Leger, voor Operatie Taifun. Op de noordflank van Heeresgruppe Mitte trok het korps door Rzjev naar Kalinin, waar ze begin december werd gedwongen Sovjetaanvallen aan de Wolga-bocht bij Staritsa af te weren. In november 1941 stonden bij het korps onder het commando de 86e, 129e en 162e Infanteriedivisies, die de gepantserde Groep-Landgraf (delen 6e en 7e Pantserdivisie) ondersteunde bij de aanvallen op Kalinin.

### 1942
Het korps leed samen met de naburige 6e en 23e Legerkorps zware verliezen tijdens de volgende 1e Slag om Rzjev. Tijdens de defensieve strijd in januari 1942 kreeg het korps de 86e, 129e, 162e en 251e Infanteriedivisies toegewezen. De organisatie van het korps veranderde verschillende keren tijdens deze defensieve veldslagen, op één moment beschikte het korps zelfs over acht infanteriedivisies tegelijkertijd. Eind april waren de 86e, 110e en 328e Infanteriedivisies, plus delen van de 1e, 5e en 7e Pantserdivisies, onder bevel van het korps. Tijdens de Sovjet-aanval Operatie Mars werden begin november 1942 beschikte het korps over de 6e, 72e, 87e, 95e, 129e, 251e en 256e Infanteriedivisies. 

### 1943
Aan het front tussen Rzjev en Sytsjovka beschikte het korps aan het begin van het jaar over de 52e, 197e, 246e en 256e Infanteriedivisies. Eind maart werd het korps, als onderdeel van de Operatie Büffel verplaatst van Rzjev naar de omgeving noordoostelijk van Smolensk. De nieuwe stellingen lagen op de noordelijke oever van de Dnjepr tussen Jartsevo en Doechovsjtsjina. In de herfst van 1943 werd het korps toegewezen aan het 4e Leger. Aan het begin van de Slag bij Smolensk (augustus 1943) konden aanvankelijk sterke Sovjetaanvallen op Doechovsjtsjina worden teruggeworpen. Maar in de tweede Sovjet-aanvalsfase moest Smolensk op 25 september worden geëvacueerd, het korps werd teruggedrongen naar posities ten oosten van Orsja. In de nieuwe posities aan beide zijden van de Dnjepr bij Dubrovno vormde de 18e Pantsergrenadierdivisie de ruggengraat van de verdediging en de 113e, 197e en restanten van de 52e Infanteriedivisies boden ondersteuning. Links bevond zich het 6e Legerkorps van het 3e Pantserleger en rechts het 39e Pantserkorps. 

### 1944

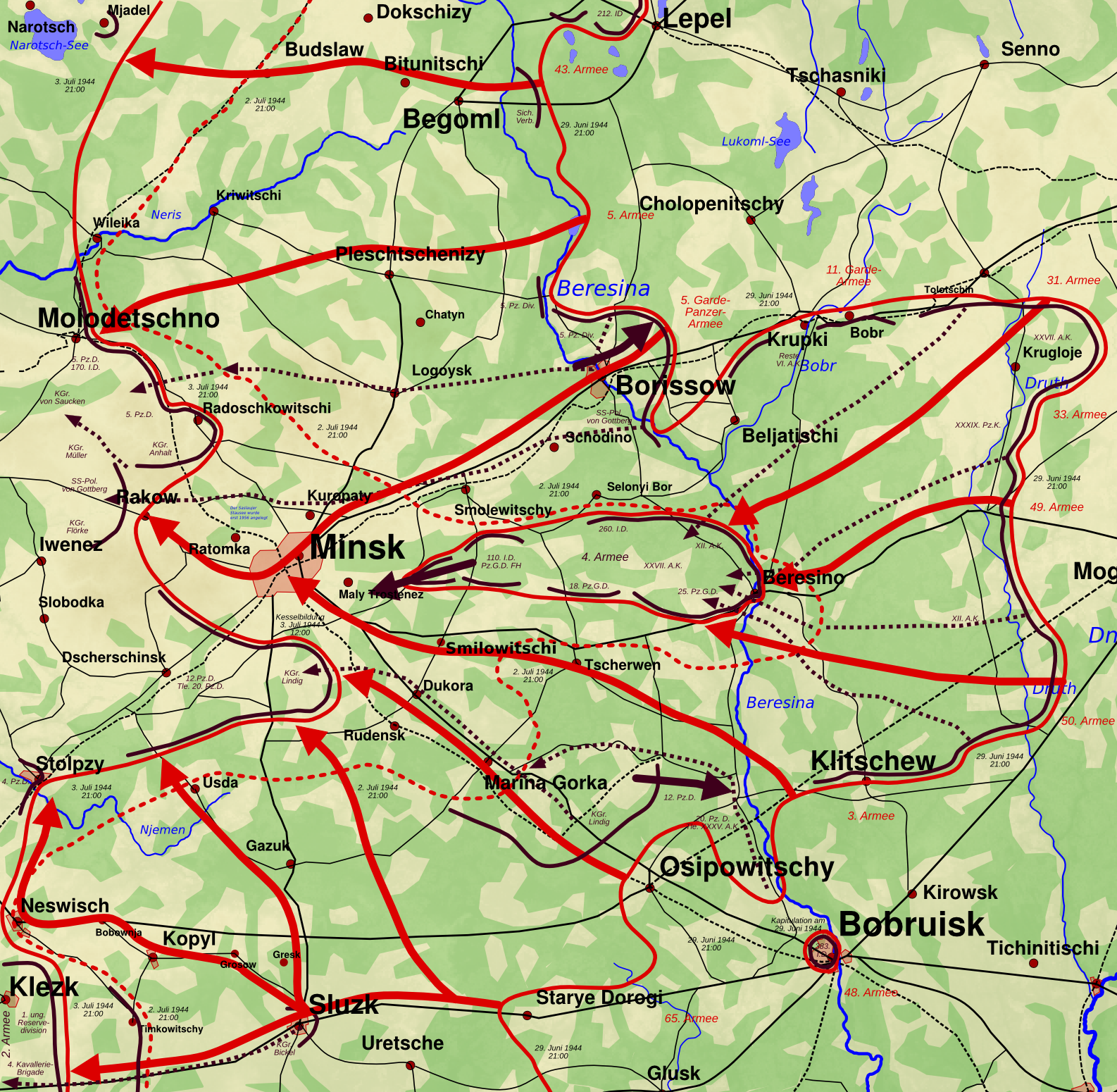
De omsingeling bij Minsk 1944

In januari 1944 bevonden de 256e Infanteriedivisie en de 78e Sturm-Divisie, samen met de 18e en 25e Pantsergrenadierdivisies zich in het korpsgebied. In juni 1944 lag het korps bij het begin van Operatie Bagration in het gebied ten oosten van Orsja bij de snelweg Minsk - Moskou. Het 2e Wit-Russische Front viel een dag na het begin van het Russische zomeroffensief op 23 juni aan. De 25e Pantsergrenadierdivisie en de 110e, 260e en 337e Infanteriedivisies stonden onder bevel van het korps. Tegen het einde van juni was het korps door het Russische 33e Leger en 11e Gardeleger teruggedrongen over de Dnjepr en de Drut. Na de doorbraak van de Sovjet-strijdkrachten over de Berezina, werd het korps (samen met het volledige 4e Leger) omsingeld in de bossen ten oosten van Minsk en volledig vernietigd in gevechten die tot 5 juli duurden. De korpscommandant, generaal Völckers, werd gevangengenomen, net als de commandanten van de 78e en 260e Infanteriedivisies, luitenant-generaal Traut en generaal-majoor Klammt. 

### Heroprichting 1944
Het 27e Legerkorps werd heropgericht op 28 juli 1944 uit restdelen van de korpsstaf en restdelen van de staf van het 12e Legerkorps.
Het korps werd verder weer opgebouwd uit vervangingseenheden en gebruikt om de grens van Oost-Pruisen te verdedigen. In het gebied Kalvarija–Eydkau beschikte het korps hiervoor over de 547e en 561e Grenadierdivisie. In december 1944 kwam het korps onder bevel van het 2e Leger en het nam de posities van het 20e Legerkorps over langs de beneden-Narew.

### 1945

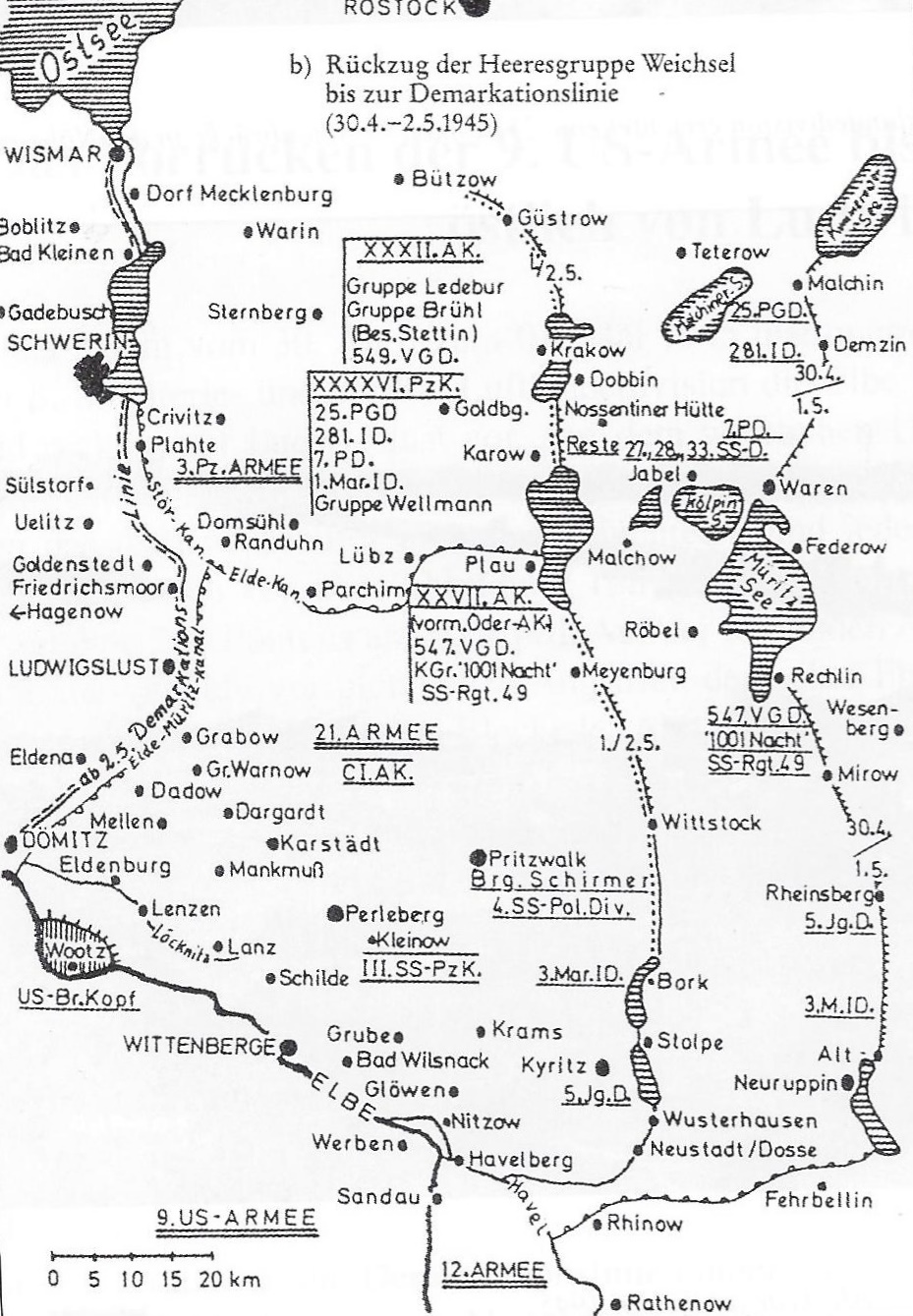
De laatste posities, vlak voor de overgave, mei 1945

Tijdens de Slag om Oost-Pruisen stond het korps tegenover het Serock-bruggenhoofd van het Russische 65e Leger. Tussen de Narew en de Weichsel dekte de 542e Volksgrenadierdivisie tegenover het Russische 47e Leger in het Modlin-gebied, terwijl ten noorden daarvan de 35e en 252e Infanteriedivisies waren ingezet. Na de doorbraak van Rokossovski's troepen op Mława trokken het korps zich terug naar Thorn. Grote delen van de Duitse eenheden werden naar het zuiden geduwd. Op 17 en 18 januari vielen Modlin, Płońsk en Płock in Sovjethanden. In het gebied Thorn werden grote delen van het Duitse 2e Leger tot 27 januari omringd door het Russische 70e Leger: de 31e en 73e Infanteriedivisies. Het korps ontsnapte en werd naar West-Pruisen verplaatst ter verdediging van de Nogat-linie. In de loop van de Slag om Oost-Pommeren tegen het Russische 49e Leger waren delen van de 31e, 73e, 227e en 251e Infanteriedivisies ondergeschikt aan het korps, in het gebied Heiderode-Großwollen. Heiderode ging verloren op 23 februari, het korps werd via Schöneck terug naar het noorden gedrongen en van daar naar het bruggenhoofd rond Danzig. De korpsstaf werd in april naar het westen geëvacueerd en onder het 3e Pantserleger geplaatst als reserve van het front aan Oder. Eind april 1945 werd het korps door de Russische 49e en 70e Legers teruggeduwd via Templin naar Fürstenberg. De laatste eenheden van het korps, dat via Parchim naar het westen terugkeerde naar de Elbe, begaven zich naar de demarcatielijn.
Het 27e Legerkorps capituleerde op 4 mei 1945 noordelijk van Ludwigslust aan Amerikaanse troepen.

## Bovenliggende bevelslagen
| Leger             | Legergroep            | Plaats/regio              | Begin                | Eind                 |
| ----------------- | --------------------- | ------------------------- | -------------------- | -------------------- |
| 5. Armee          | Heeresgruppe A        | Nederrijn                 | 26 augustus 1939     | 5 september 1939     |
| Armee-Abteilung A | Heeresgruppe A        | Nederrijn                 | 6 september 1939     | 23 september 1939    |
| 4. Armee          | Heeresgruppe B        | Nederrijn                 | 23 september 1939    |                      |
| 6. Armee          | Heeresgruppe B        | Nederrijn, België         | december 1939        | mei 1940             |
| 7. Armee          | Heeresgruppe C        | Bovenrijn, Oost-Frankrijk | juni 1940            |                      |
| 12. Armee         | Heeresgruppe C        | Oost-Frankrijk            | juli 1940            |                      |
| 1. Armee          | Heeresgruppe C        | Oost-Frankrijk            | september 1940       | 26 oktober 1940      |
| 1. Armee          | Heeresgruppe D        | Oost-Frankrijk            | 26 oktober 1940      | medio september 1941 |
| 9. Armee          | Heeresgruppe Mitte    | Vjazma, Rzjev             | medio september 1941 | juli 1942            |
| 4. Armee          | Heeresgruppe Mitte    | Spass-Demensk             | augustus 1942        | augustus 1942        |
| 9. Armee          | Heeresgruppe Mitte    | Velizj, Nevel             | augustus 1942        | 24 maart 1943        |
| 4. Armee          | Heeresgruppe Mitte    | Nevel, Orsja              | 25 maart 1943        | 5 juli 1944          |
|                   |                       |                           |                      |                      |
| 4. Armee          | Heeresgruppe Mitte    | Oost-Pruisen              | 28 juli 1944         | 24 januari 1945      |
| 2. Armee          | Heeresgruppe Weichsel | West-Pruisen              | 24 januari 1945      | 11 maart 1945        |
| 2. Armee          | Heeresgruppe Nord     | West-Pruisen              | 11 maart 1945        | 31 maart 1945        |
| 2. Armee          | OKH                   | West-Pruisen              | 31 maart 1945        | april 1945           |
| 3. Panzerarmee    | Heeresgruppe Weichsel | West-Pruisen              | 27 april 1945        | 4 mei 1945           |

## Commandanten
| Rang                   | Naam                        | Begin            | Eind             |
| ---------------------- | --------------------------- | ---------------- | ---------------- |
| General der Infanterie | Karl Ritter von Prager      | 26 augustus 1939 | 6 november 1939  |
| General der Infanterie | Alfred Wäger                | 6 november 1939  | 23 december 1941 |
| Generalleutnant        | Eccard Freiherr von Gablenz | 24 december 1941 | 3 januari 1942   |
| General der Infanterie | Joachim Witthöft            | 3 januari 1942   | 1 juli 1942      |
| General der Infanterie | Walter Weiß                 | 1 juli 1942      | 10 februari 1943 |
| Generalleutnant        | Karl Burdach                | 10 februari 1943 | 8 juni 1943      |
| General der Infanterie | Paul Völckers               | 8 juni 1943      | 21 oktober 1943  |
| Generalleutnant        | Vincenz Müller              | 21 oktober 1943  | 26 oktober 1943  |
| General der Infanterie | Paul Völckers               | 26 oktober 1943  | 5 juli 1944      |
|                        |                             |                  |                  |
| General der Infanterie | Hellmuth Prieß              | 27 juli 1944     | 21 oktober 1944  |
| onbekend               | onbekend                    | 21 oktober 1944  | 26 oktober 1944  |
| General der Artillerie | Maximilian Felzmann         | 26 oktober 1944  | 14 april 1945    |
| General der Infanterie | Walter Hörnlein             | 15 april 1945    | 4 mei 1945       |

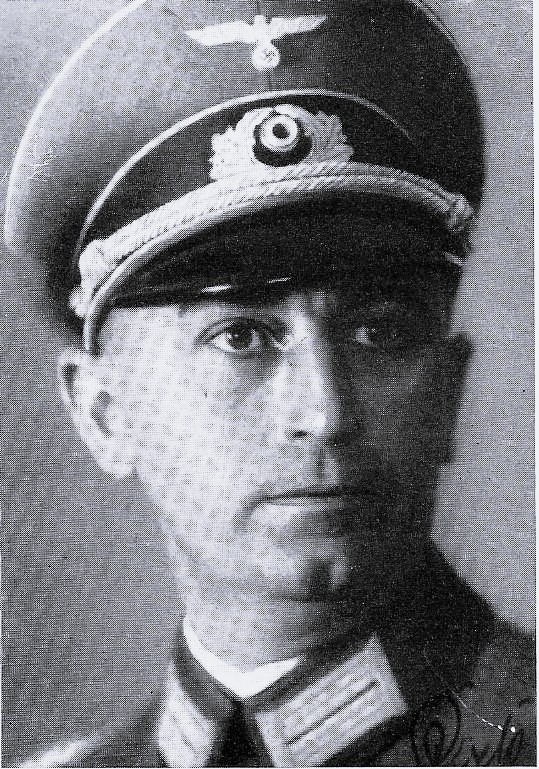
General Hellmuth Prieß
(hier als Oberstleutnant)

Generalleutnant von Gablenz en Generalleutnant Müller hadden tijdelijk bevel: “m.st.F.b.”.
General Völckers belandde op 9 juli 1944 in Sovjet krijgsgevangenschap.